# 馬雷克·巴克斯
馬雷克·巴克斯（1983年4月15日—）是一位斯洛伐克足球運動員。在場上的位置是前鋒。他現在效力於捷克足球甲級聯賽球隊利貝雷茨足球俱樂部。他也代表斯洛伐克國家足球隊參賽。